# Comuna Konelski Hutorî, Jașkiv
Konelski Hutorî (în ucraineană Конельські Хутори) este o comună în raionul Jașkiv, regiunea Cerkasî, Ucraina, formată din satele Konelski Hutorî (reședința) și Meduvata.

## Demografie
Componența lingvistică a comunei Konelski Hutorî
     Ucraineană (98,26%)
     Rusă (1,34%)
     Alte limbi (0,4%)
Conform recensământului din 2001, majoritatea populației comunei Konelski Hutorî era vorbitoare de ucraineană (98,26%), existând în minoritate și vorbitori de rusă (1,34%).